# Pomaderris elachophylla
Pomaderris elachophylla är en brakvedsväxtart som beskrevs av F. Müll.. Pomaderris elachophylla ingår i släktet Pomaderris och familjen brakvedsväxter. Inga underarter finns listade i Catalogue of Life.